# Neoclytus clavipes
Neoclytus clavipes là một loài bọ cánh cứng trong họ Cerambycidae.